# 孟密土司

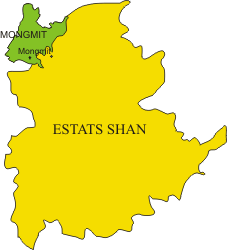
孟密在掸邦的位置

孟密（Mong Mit），明代云南外夷土司之一，傣族，土官以“思”（Hso）为家族称号。孟密的统治核心地区位于今日缅甸掸邦的孟密和抹谷，旧属木邦宣慰司。成化二十年（1484）分木邦西部孟密之地置安抚司。万历十二年（1585），复升为宣抚司。万历末，孟密为缅甸良渊王朝所并，宣抚司遂废。

## 历史
明正统年间，木邦头目思外法（Hso Wai Hpa）受封于孟密，成为孟密土司祖先。成化二十年（1484年）分木邦西部地置安抚司，以孟密土司思柄为安抚使。
思柄死后，其子思楪袭职。
大约在弘治十二年（1499），思楪去世。因其子年幼，由思楪之弟思落护印。思落向明朝请给冠带，但是明朝认为“夷性变诈，父子兄弟争地相杀，乃其常态”，恐怕思落获得明朝的认可口，会杀害思楪的妻儿，篡夺宣抚之位，因而命思楪妻子掌印，思落同土舍、陶孟、招刚等一同辅佐，相互制衡，等到思楪之子长大，再令袭职。
嘉靖三年（1524），孟养思伦与木邦罕烈起兵攻打缅甸，缅王瑞南觉欣向孟密思真求援。十一月，思真率军前往阿瓦支援。缅王亲迎出城思真，邀其入居金宫，设宴款待。十二月，孟养军队围攻阿瓦，缅人与孟密人皆战败，瑞南觉欣与思真弃城而走，驻守于外温。孟养人撤离后，瑞南觉欣决定返回阿瓦，对思真说：“我朝时运不济，乃遭此不利，朕心悲甚。”思真说：“胜负乃兵家常事，孤将与陛下别离，期年之内，翁榜养精蓄锐，招聚兵马，必下孟乃、良瑞之地，请陛下勿忧之。”由于东吁侵扰阿敏、良渊、央米丁、瓦底、宾垒、彬牙、掸拜、丁基、密铁拉诸城，瑞南觉欣乃与思真率象300、马6000、卒12000人征讨东吁，东吁人得知后退兵。缅人和孟密人围攻东吁城，久攻不下。瑞南觉欣返回阿瓦，思真也将返回孟密，说：“日后有变，告孤即可，今雨季已近，孤将还翁榜。”瑞南觉欣馈黄金五斤、白银三十斤、象十头，以及诸色布匹绸缎。思真推辞说：“固孤馈君以礼，今孤万不能受之。”瑞南觉欣又馈良马一匹，思真回馈良马十匹、火炮十门，随后返回孟密，瑞南觉欣派王太子送行至瑞萨仰塔。
嘉靖四年（1525）十一月，孟养再度袭击缅甸，瑞南觉欣派人向孟密求援。结果孟密援军未至，阿瓦城陷落。
嘉靖七年（1528），思真（Hso Sum Hpa）获准袭职。思真活了一百一十岁，大约在1529年去世。思真死后，其子思汉袭职。1542年，思汉成为缅甸阿瓦王朝的国王，即翁榜孔迈。1545年，思汉去世，其子摩别那腊勃底袭职，即思奔。
万历十二年（1585年）升为宣抚司；万历十六年（1588年），孟密土司思忠、蛮莫土司思顺投缅。缅军入侵，占领了孟密。万历三十四年（1606年）以后，明缅战争基本上停止，包括孟密在内的诸多土地为缅甸控制。